# Campus Nation
Le Campus Nation, situé dans le 12e arrondissement de Paris, est un campus universitaire en service effectif depuis 2022. Il est composé de quatre bâtiments, occupés principalement par l'université Sorbonne-Nouvelle (Paris 3).

## Historique du projet
L'université Sorbonne-Nouvelle était historiquement implantée dans quinze lieux différents, ses centres administratifs étant situés au cœur du Quartier latin de Paris. Les deux principaux sites étaient ceux de la Sorbonne et de Censier, rue Santeuil.
Pour remédier à cette dispersion, ainsi qu'à la dégradation du Campus historique de Censier, un campus de 35 000 m2 est envisagé en 2015 rue de Picpus. Il devrait accueillir l'ensemble des étudiants, et devant participer à la restructuration de tout ce quartier de l'Est de Paris autour de la place de la Nation, la présidence restant à la Sorbonne.
Le bâtiment, signé Christian de Portzamparc, peut accueillir jusqu'à 6 000 étudiants simultanément. Le campus, dont l'ouverture était prévue à la rentrée universitaire de 2019 (puis en 2020, et 2021, mais retardée par la perturbation des travaux en raison du premier confinement lié à la pandémie de Covid-19), ouvre finalement ses portes en septembre 2022. Les défauts de conception (dont la réduction du nombre de salles) comme les défauts dans les travaux mettent en difficulté la rentrée 2022 retardée de deux semaines, l'année 2022-2023 ne pouvant profiter également de certains équipements dont deux amphithéâtres.
L'université Sorbonne-Nouvelle est désormais à proximité directe d'autres établissements d'enseignement supérieur, comme la faculté de médecine de Sorbonne Université sur le campus Saint-Antoine, l'université Panthéon-Assas avec le Centre de formation des journalistes (CFJ) et l'École W, ou encore Hesam Université avec l'École Boulle.

## Implantations
L'adresse postale du campus est : 8 avenue de Saint-Mandé, 75012 Paris. L'accès se fait par le 33 rue de Picpus, 75012 Paris.
Les activités d'enseignement des composantes suivantes sont implantées, pour tout ou partie, sur le nouveau campus :
- UFR Arts et médias
- UFR Littérature, linguistique, didactique
- UFR Langues, littératures, cultures et sociétés étrangères
- ESIT
- Bibliothèque universitaire, incluant la Théâtrothèque Gaston-Baty